# 巨魾
巨魾（学名： or ，英文：Giant devil catfish,Goonch Catfish）为輻鰭魚綱鯰形目鮡科魾属的鱼类，俗名面瓜鱼，在水族市面上稱為坦克鴨嘴、老鷹鴨嘴，是一種體長最長可達2米之大的大型肉食魚種，多见于主河道以及常伏卧流水滩觅食。分布於印度恆河、印度和巴基斯坦的印度河、薩爾溫江上游（中國怒江）等流域。该物种的模式产地在印度。
巨魾最大可達2米-2.3米，重量超過90.7公斤（200磅）。
在印度卡裡河地區有一種在河邊火葬的習俗，據傳言有些坦克鴨嘴魚會吃火葬後剩下的人肉。所以在當地被稱為食人鴨嘴魚。